# 下士
下士是一種军衔，在中華民國國軍軍階制度中，下士為士官的最低階，下士之下的階級為上等兵，下士之上的階級為中士，在軍隊中通常擔任班長或副班長職務，在專長訓學校則被稱為分隊長。
中華民國的士官（包含士兵）共分九級，下士相當於美國陸軍的Corporal，美國空軍的Senior Airman，或美國海軍的Petty Officer 3rd Class;
日本的「下士官」是中文的士官階級的通稱，包含軍曹、曹長等職務。而日語中的「士官」實際上等於漢語的軍官，俗稱將校。

## 美国

美國陸軍下士臂章
美國海軍陸戰隊下士臂章
美國海軍下士臂章
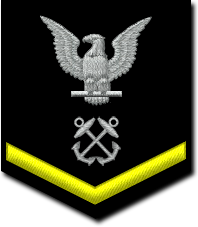
美國海軍下士臂章(服役滿12年)

## 中華民國
下士，是中華民國義務役役男經過預官預士考試後，所擔任的軍階之一。具有專科學校以上學歷的役男，經由考試取得預備士官資格者，於入伍訓及專長訓後，授予下士士官官階。
如役男未能參加預官預士考試者，也可於服役期間申請，或是經營挑選參加各種士官訓練班隊，如士官班、士訓隊、幹訓班、專業士官班（送達各個專業學校受訓預備士官）等，結訓後即可成為下士。

中華民國陸軍下士肩章
中華民國海軍下士臂章
中華民國海軍陸戰隊下士肩章
中華民國空軍下士肩章
中華民國海洋委員會海巡署委任一職等、下士肩章

## 中华人民共和国
中国人民解放军1955年军衔制中设立有下士军衔，属于义务兵军衔，可以由上等兵自然晋升。1988年军衔制继续设立下士，同1955年军衔制。1999年解放军实行士官制度，义务兵服役年限仅为两年，取消下士、中士和上士军衔，改设1-6级士官，对应下士的为一级士官。2009年将6个士官级别改为7个级别，并改变称谓，将一级士官改为下士，恢复了下士这一军衔。现中国人民解放军下士属于志愿兵军衔，上等兵需和部队订立志愿兵服役协议转为士官后，方可获下士军衔。

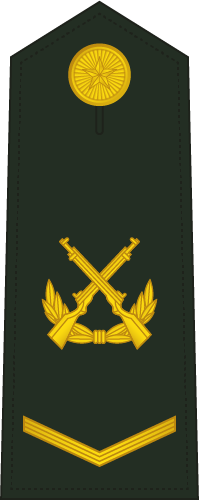
中國人民解放軍陸軍下士肩章

## 朝鲜半岛
朝鲜人民军中此一级的对应汉字为“中级兵士（중급병사 Chungŭp-pyŏngsa）”，大韩民国国军则为“上兵（상병 Sangbyong）”。